# ふぐ企画
有限会社ふぐ企画は、ふぐのてんだいを経営する有限会社てんだいフーズの前身会社。

## 概説
有限会社ふぐ企画は1994年7月15日創業。大阪府八尾市で「ふぐ六」という店舗名でふぐ政グループに属するふぐ料理専門店を開業。
八尾市の道路拡張計画により閉店。

## 歴史
- 1994年（平成6年）7月15日  - 飲食店運営として会社設立
- 2000年（平成12年）8月  - 八尾市の道路拡張計画にて閉店

| スタブアイコン | サブスタブ | この項目は、まだ閲覧者の調べものの参照としては役立たない、企業に関連した書きかけの項目です。この項目を加筆・訂正などしてくださる協力者を求めています（PJ:経済）。 |